# Liste der Baudenkmale in Goslar - Liebfrauenberg
In der Liste der Baudenkmale in Goslar - Liebfrauenberg sind alle Baudenkmale in der Straße Liebfrauenberg der niedersächsischen Gemeinde Goslar aufgelistet. Die Quelle der Baudenkmale ist der Denkmalatlas Niedersachsen. Der Stand der Liste ist der 25. September 2022.

## Allgemein
In den Spalten befinden sich folgende Informationen:
- Lage: die Adresse des Baudenkmales und die geographischen Koordinaten. Kartenansicht, um Koordinaten zu setzen. In der Kartenansicht sind Baudenkmale ohne Koordinaten mit einem roten Marker dargestellt und können in der Karte gesetzt werden. Baudenkmale ohne Bild sind mit einem blauen Marker gekennzeichnet, Baudenkmale mit Bild mit einem grünen Marker.
- Bezeichnung: Bezeichnung des Baudenkmales
- Beschreibung: die Beschreibung des Baudenkmales. Unter § 3 Abs. 2 NDSchG werden Einzeldenkmale und unter § 3 Abs. 3 NDSchG Gruppen baulicher Anlagen und deren Bestandteile ausgewiesen.
- ID: die Objekt-ID des Baudenkmales
- Bild: ein Bild des Baudenkmales, ggf. zusätzlich mit einem Link zu weiteren Fotos des Baudenkmals im Medienarchiv Wikimedia Commons. Wenn man auf das Kamerasymbol klickt, können Fotos zu Baudenkmalen aus dieser Liste hochgeladen werden:

Zurück zur Hauptliste
| Lage                                                | Bezeichnung                  | Beschreibung | ID       | Bild |
| --------------------------------------------------- | ---------------------------- | --- | -------- | ---- |
| Liebfrauenberg 51° 54′ 10″ N, 10° 25′ 27″ O         | Innere Stadtmauer            | Fragment der historischen Stadtbefestigung (innerer Mauerring) südlich der Kaiserpfalz; Bruchsteinmauerwerk. | 41207273 | BW   |
| Liebfrauenberg 51° 54′ 12″ N, 10° 25′ 29″ O         | Straßenraum                  | | 36592240 | BW   |
| Liebfrauenberg 1 51° 54′ 12″ N, 10° 25′ 32″ O       | Wohnhaus                     | Zweigeschossiger Fachwerkbau mit leichter Geschossvorkragung unter Satteldach in Ziegeldeckung. Fassaden mit Schiefer verkleidet. Traufständiges Eckhaus. | 36533499 | BW   |
| Liebfrauenberg 2 51° 54′ 12″ N, 10° 25′ 31″ O       | Wohnhaus                     | Zweigeschossiger, traufständiger Fachwerkbau mit Schieferverkleidung zur Straßenseite, Satteldach mit Ziegeldeckung, axialsymmetrische Fassadengliederung, OG leicht vorkragend, Mitte 19. Jh. | 36533528 | BW   |
| Liebfrauenberg 2 51° 54′ 13″ N, 10° 25′ 31″ O       | Hinterhaus                   | Hofseitiger schmaler eingeschossiger, traufständiger Fachwerkbau mit Satteldach in Kremperdeckung und ziegelverkleidetem Giebel. | 36590505 | BW   |
| Liebfrauenberg 3 51° 54′ 12″ N, 10° 25′ 31″ O       | Wohnhaus                     | Zweigeschossiger Fachwerkbau mit Satteldach in Ziegeldeckung, traufständig. Fassade mit Schiefer verkleidet; vor dem Westgiebel ein eingeschossiger Anbau mit abgeschlepptem Pultdach. | 36533557 | BW   |
| Liebfrauenberg 4 51° 54′ 12″ N, 10° 25′ 30″ O       | Wohnhaus                     | Zweigeschossiger Fachwerkbau mit Satteldach in Schieferdeckung, traufständiges Endhaus. Fassade mit Schiefer verkleidet. | 36533584 | BW   |
| Liebfrauenberg 4a / 4b 51° 54′ 12″ N, 10° 25′ 30″ O | Wohnhaus                     | Zweigeschossiger Fachwerkbau mit Satteldach in Schieferdeckung, traufständig; Kernbau mit sieben Gefachen vermutlich aus dem frühen 17. Jh., 1933 westseitig ein Gefach sowie ostseitig Erweiterungsbau mit fünf Gefachen angebaut. Fachwerksichtige Fassade mit regelmäßigen Fußstreben im Oberstock, auf vorkragenden Balkenköpfen, dazwischen Schiffskehlen, kleine Knaggen mit Taustab und Kerbschnitten. Westgiebel sowie ostseitiger Erweiterungsbau mit Schiefer verkleidet. | 40405129 | BW   |
| Liebfrauenberg 5 51° 54′ 11″ N, 10° 25′ 27″ O       | Ackerbürgerhaus              | Zweigeschossiger Fachwerkbau mit Satteldach in Schieferdeckung, giebelständiges Eckgebäude. Fachwerksichtige Fassade auf hohem Natursteinsockel, einfach gehaltene Gefügekonstruktion mit regelmäßigen Fußstreben im Oberstock. Unter den Dachbalkenköpfen schmale, geschweifte Konsolknaggen. Rückwärtig an die innere Stadtmauer angebaut. | 36533614 |      |
| Liebfrauenberg 5 51° 54′ 11″ N, 10° 25′ 27″ O       | Toranlage                    | Toranlage zwischen Hausgiebel und Mauerzug entlang der Abzucht, bestehend aus zwei Torpfeilern in Natursteinmauerwerk mitsamt bekrönenden Steinkugeln. Prallsteine an den Fußpunkten zur Tordurchfahrt. | 36596485 | BW   |
| Liebfrauenberg 5a 51° 54′ 11″ N, 10° 25′ 26″ O      | Ehemaliges Martini-Armenhaus | 1711 vom Rat der Stadt Goslar zunächst als Arbeitshaus, ab 1719 als Spinnhaus betrieben. Zweigeschossiger Fachwerkbau mit Satteldach in Schieferdeckung, in zwei Bauabschnitten 1621 (östlicher Gebäudeflügel) und 1693 (westlicher Gebäudeflügel) errichtet. Fachwerksichtige Fassade, im östlichen Gebäudeflügel eine einfache Gliederung mit regelmäßigen Fußstreben, im westlichen Gebäudeflügel eine aufwendigere Fassadengestaltung mit gebuckelten Fußstreben und an der Unterkante zwischen den Balkenköpfen abgefaster Stockwerksschwelle. An der Südfassade ist der westliche Fassadenabschnitt unter Nutzung der ursprünglichen Stadtmauer in Bruchsteinmauerwerk ausgeführt. | 36569828 |      |
| Liebfrauenberg 6 51° 54′ 11″ N, 10° 25′ 27″ O       | Wohnhaus                     | Zweigeschossiger Fachwerkbau mit Satteldach in Schieferdeckung, traufständig. Fachwerksichtige Fassade, östlicher Hausteil mit vier Gefachen gemäß Inschrift 1601 errichtet, westlicher Hausteil mit zwei Gefachen vermutlich um 1800 ergänzt. Oberstock vorkragend auf Konsolen mit Birnstabprofil, dazwischen Schiffskehlen mit Schiffstau-Motiven. | 36533645 |      |
| Liebfrauenberg 7 51° 54′ 11″ N, 10° 25′ 28″ O       | Wohnhaus                     | Zweigeschossiger Fachwerkbau mit Satteldach in Schieferdeckung, traufständig. Fachwerksichtige Fassade mit unregelmäßigem Raster und schmalen Zwischengefachen, Oberstock leicht vorkragend, Stockwerkschwelle mit Kerbschnitten an der Unterkante. | 36533675 |      |
| Liebfrauenberg 7 51° 54′ 11″ N, 10° 25′ 28″ O       | Nebengebäude                 | | 36578589 | BW   |
| Liebfrauenberg 7 51° 54′ 11″ N, 10° 25′ 28″ O       | Anbau                        | | 36557295 | BW   |
| Liebfrauenberg 8 51° 54′ 12″ N, 10° 25′ 28″ O       | Wohnhaus                     | Dreigeschossiger Fachwerkbau mit Satteldach in Schieferdeckung, traufständig. Fachwerksichtige Fassade, Erdgeschoss vermutlich im 19. Jh. überformt; Oberstock im 1. Obergeschoss auskragend auf wulstartigen Konsolen, Setzschwelle mit Inschrift mit Name des Bauherrn „Henni Heine“, über der Tür die Jahreszahl „1614“. Im 2. OG sind die Brüstungsbohlen mit Sonnenrosetten verziert. | 36533706 |      |
| Liebfrauenberg 8 51° 54′ 11″ N, 10° 25′ 28″ O       | Nebengebäude                 | Zweigeschossiges Nebengebäude mit Pultdach, Fassade mit Eternitplatten verkleidet. | 36588804 | BW   |
| Liebfrauenberg 9 51° 54′ 12″ N, 10° 25′ 29″ O       | Wohnhaus                     | Eingeschossiger Fachwerkbau mit Satteldach in Schieferdeckung und mittigem Windenhaus, traufständig. Fassade fachwerksichtig. | 36533737 |      |
| Liebfrauenberg 9 51° 54′ 11″ N, 10° 25′ 29″ O       | Nebengebäude                 | Eingeschossiger Fachwerkbau mit Pultdach, Fassade fachwerksichtig. | 36574268 | BW   |
| Liebfrauenberg 10 51° 54′ 12″ N, 10° 25′ 29″ O      | Wohnhaus                     | Zweigeschossiger Fachwerkbau mit Satteldach in Ziegeldeckung, traufständig. Fassade fachwerksichtig, mit schmalen Zwischengefachen. | 36533768 |      |